# Batalha de Lucena
A Batalha de Lucena, também conhecida como Batalha de Martín González, foi um conflito entre o exército cristão da dinastia castelhana e o exército muçulmano do Emirado de Granada. Tudo começou em abril de 1483 durante a Batalha de Granada, quando as forças cristãs de Maomé XII tomaram Granada como prisioneiro.

## Descrição
Foi combatido muito perto da cidade de Lucena, no província de Córdoba, Andaluzia, Espanha, a sul da serra de Aras. A origem da batalha foi a pretensão de Maomé XII de Granada (Boabdil) para tomar Lucena e executar um ataque de punição contra os cristãos, para emular a vitória que seu concorrente, Maomé XIII que venceu, que derrotou as forças cristãs no Al-Sarquiyya (Córdoba). O Emirado de Granada estava naquela época passando por um sério conflito interno entre os partidários do sultão Abu l-Hasan Ali e aqueles que apoiaram seu filho Maomé XII de Granada (Boabdil).
Muhammad XII (Boabdil) sitiou Lucena em 20 de abril de 1483, com a ajuda de seu sogro, Ibrahim Aliatar, presidente da Câmara Loja, um perito das

terras do Sul de Córdoba e um grande vencedor dos Nasrids em termos de ataques contra os cristãos. A cidade de Lucena foi defendida pelo "alcaide de los Donceles" Diego Fernndez de Córdoba y Arellano e o alcaide de Lucena Hernando de Argote. O alcaide de los Donceles acendeu os merlões das torres de vigia para pedir ajuda ao seu tio Diego Fernández de C9rdoba y Carrillo de Albornoz, o Conde de Cabra, que veio com seu exército das proximidades Cabra. Muhammad XII (Boabdil) organizou seu exército na direção noroeste para evitar ser pego de surpresa pelo 
exército do Conde; no entanto, vendo que eles estavam em menor número, eles se retiraram para os arredores da cidade, onde a batalha começou como tal.

### Captura de Maomé XII (Boabdil)
No decorrer da batalha, as forças muçulmanas fugiram em desordem. Ibrahim Aliatar, sogro de Muhammad XII, morreu na batalha e Muhammad XII  tentou escapar, mas seu cavalo ficou preso na lama e teve que se esconder na vegetação. Um esquadrão de infantaria o deteve e os soldados deduziram que ele era um homem importante por causa de suas roupas, o que possibilitou aos cristãos capturar Muhammad XII( Boabdil), que foi feito prisioneiro do Castelo da Moral (em Lucena). Após esse sucesso, o sobrinho (o alcaide de los Donceles) e o tio (o conde de Cabra) iniciou uma disputa para ver quem entregaria o prisioneiro ao Monarcas Católicos. Tal foi a disputa que Fernando II de Aragão ordenou ambos que tomassem o sultão em Porcuna, onde foi novamente preso na torre do Castelo, atualmente conhecida como Torre de Boabdil (Torre de Maomé XII).
Vestuário, calçado e espadas XII (Boabdil) foram dados pelos monarcas Católicos como um presente ao alcaide de los Donceles e ao conde de Cabra. Todo o conjunto é, atualmente, apresentado no Museu do exército de Toledo.